# Сетевая система обнаружения вторжений
Сетевая система обнаружения вторжений (англ. network intrusion detection system, NIDS) — система обнаружения вторжений, которая отслеживает такие виды вредоносной деятельности, как DoS атаки, сканирование портов или даже попытки проникновения в сеть.
Сетевая СОВ просматривает все входящие пакеты на наличие в них подозрительных признаков. Если, например, обнаружено большое количество запросов на TCP соединение с широким диапазоном различных портов, то, вероятней всего, проводится сканирование портов. Также подобная система чаще всего отслеживает входящий шелкод схожим образом с обычной СОВ.
Сетевая СОВ не ограничивается отслеживанием только входящего сетевого трафика. Часто важную информацию о происходящем вторжении можно получить также из исходящего или локального трафика. Действие некоторых атак может разворачиваться внутри наблюдаемой сети или сегмента сети, и никак не отражаться на входящем трафике.
Зачастую, сетевая СОВ хорошо взаимодействует с другими защитными системами. СОВ могут на основе результатов своей работы обновлять чёрные списки межсетевых экранов, занося туда IP адреса машин, заподозренных в осуществлении атаки злоумышленников.